# 弯花筋骨草
弯花筋骨草（学名：Ajuga campylantha）为唇形科筋骨草属下的一个种。

## 扩展阅读
- 維基物種上的相關：弯花筋骨草